# Ispidina
Ispidina é um gênero de ave da família Alcedinidae, 

## Espécies
Duas espécies são reconhecidas para o gênero Ispidina:
- Ispidina lecontei, martinzinho
- Ispidina picta, martim-africano